# Șoarece de mișună
Șoarecele de mișună (Mus spicilegus) este o specie de rozătoare din familia Muridae. Se găsește pe pășuni și alte zone deschise din Austria, Bosnia și Herțegovina, Albania, Bulgaria, Croația, Grecia, Ungaria, Republica Moldova, România, Rusia, Serbia, Muntenegru, Macedonia de Nord, Slovacia și Ucraina.

## Taxonomie
Mus spicilegus a fost descris în 1882 de către Petényi⁠(d). Sunt recunoscute două subspecii ale șoarecelui de mișună, M. s. spicilegus, subspecia nominată care ocupă cea mai mare parte a arealului, și M. s. adriaticus, o subpopulație izolată de pe coasta Mării Adriatice. Este una dintre cele patru specii de șoareci din subgenul Mus cu o răspândire palearctică vestică, celelalte fiind Mus macedonicus⁠(en)[traduceți] (din Balcani până în Palestina și Iran), Mus spretus⁠(en)[traduceți] (din sudul Franței, Peninsula Iberică, Insulele Baleare și Maroc până în Tunisia) și Mus cypriacus⁠(en)[traduceți] (Cipru). Pe baza ipotezei ceasului molecular⁠(en)[traduceți], M. spicilegus și M. macedonicus par să se fi despărțit destul de recent, acum 0,29 până la 0,17 de milioane de ani în urmă, în timp ce descendențele care au dat naștere acestor două specii, cât și speciei M. spretus, s-au despărțit acum în jur de 1 milion de ani.

## Descriere
Lungimea capului plus cea a trunchiului a șoarecelui de mișună este de 70–80 mm, iar cea a cozii de 55–65 mm. Culoarea sa este în cea mai mare parte un cenușiu uniform fără niciun semn de roșeață, dar unele populații sunt bicolore și au părțile inferioare mai palide. Coada este mai zveltă decât la alte specii înrudite. Acest șoarece are o aparență foarte similară cu cea a comunului șoarece de casă (Mus musculus), iar cei doi sunt adesea confundați. Cea mai semnificativă diferență este înclinația șoarecelui de mișună înspre construirea de movile, dar acesta construiește movile numai în anumite perioade ale anului.

## Răspândire și habitat
Habitatul șoarecelui de mișună cuprinde pajiști, stepe, terenuri cultivate, livezi, luminișuri și periferii forestiere. Arealul populației principale se întinde începând de la Lacul Neusiedler de la granița austro-ungară și sfârșind în Regiunea Rostov în sud-vestul extrem rusesc, țările pe care le cuprinde mai mult sau mai puțin fiind Austria, Bosnia și Herțegovina, Albania, Bulgaria, Croația, Grecia, Ungaria, Republica Moldova, România, Rusia, Serbia, Muntenegru, Macedonia de Nord, Slovacia și Ucraina. Arealul populației izolate se întinde prin Albania, Grecia și Muntenegru. Se găsește de regulă pornind de la nivelul mării până la 300 m.

## Comportament și ecologie
Șoarecele de mișună este unic printre șoareci prin obiceiul său de a construi toamna movile. Acestea sunt construite de câțiva șoareci și pot fi de până la 4 m în diametru, dar o dimensiune mai obișnuită este 1–2 m. Cam patru până la paisprezece șoareci cooperează pentru a construi movilele, iar aceștia au fost identificați drept strâns înrudiți unul cu celălalt, probabil pe linia mamei. Movila este construită deasupra camerelor de depozitare ce pot stoca până la 10 kg de semințe și grâne, dedesubtul căreia se află o cameră de dormit. Este obișnuită existența a până la douăzeci de movile per hectar (opt per acru) dar pot fi mult mai multe de atât în caz de condiții deosebit de favorabile.
Reproducerea este sezonieră la acest șoarece, având loc cam din martie până în octombrie. Femelele tinere, de șase până la opt luni ce și-au petrecut iarna în movilă, se înmulțesc primăvara și pot da naștere la patru până la cinci rânduri de pui de-a lungul anului; în centrul Ucrainei, un rând de pui constă în medie în 6,7 pui. Pe durata verii, cei mai mulți șoareci trăiesc în vizuini simple, dar unii continuă să locuiască în movilă, și dacă aceasta supraviețuiește intactă, poate fi reutilizată pe durata toamnei și a iernii. Movile noi sunt construite începând cam de la mijlocul lunii august până pe la mijlocul lunii noiembrie, când lanurile de cereale se maturizează și alte plante produc semințe. Construirea este realizată de juvenili, ce au trei până la patru săptămâni, iar movila este pe timpul iernii casa lor, adulții conlocuind-o ocazional. Construirea movilelor durează în general două până la trei săptămâni, iar dimensiunea lor depinde de numărul de animale implicate și de abundența rezervei de hrană. Au fost găsite depozitate în movile semințele a 84 de specii de plante.

## Stare de conservare
Șoarecele de mișună este o specie comună cu un areal larg, iar Uniunea Internațională pentru Conservarea Naturii l-a clasificat drept specie neamenințată cu dispariția, totodată evidențiind că intensificarea agriculturii și distrugerea stepelor ierboase ar putea reprezenta o viitoare amenințare.